# Ya es hora
El aguafuerte Ya es hora es un grabado de la serie Los caprichos del pintor español Francisco de Goya. Está numerado con el número 80 en la serie de 80 estampas. Se publicó en 1799.
Cuatro frailes se desperezan, uno de ellos completamente erguido y brazos en alto. En primer plano otro, medio desvestido, muestra sus piernas hasta las rodillas. El grupo se dispone a sus inútiles rutinas de un nuevo día.

## Interpretaciones de la estampa
Existen varios manuscritos contemporáneos que explican las láminas de los Caprichos. El que se encuentra en el Museo del Prado se tiene como autógrafo de Goya, pero parece más bien despistar y buscar un significado moralizante que encubra significados más arriesgados para el autor. Otros dos, el que perteneció a Ayala y el que se encuentra en la Biblioteca Nacional, realzan la parte más escabrosa de las láminas.
- Explicación de esta estampa del manuscrito del Museo del Prado: Luego que amanece huyen, cada cual para su lado, Brujas, Duendes, visiones y fantasmas. ¡Buena cosa es que esta gente no se deje ver sino de noche y a oscuras! Nadie ha podido averiguar en donde se encierran y ocultan durante el día. El que lograse coger una madriguera de Duendes y las enseñase dentro de una jaula a las 10 de la mañana en la Puerta del Sol, no necesita de otro mayorazgo.[2]

- Manuscrito de Ayala: Los obispos y canónigos se llevan una vida ociosa y regalada, desperezándose, roncando y cantando sin ser útiles a sus semejantes.[2]

- Manuscrito de la Biblioteca Nacional: Los obispos y canónigos después de dormir a pierna suelta, se levantan tarde para ir a misa; bostezan; se desperezan y no piensan más que en darse buena vida sin trabajar nada. Uno lleva como figurando el roquete las patillas y articulaciones de los chiquillos que malogran por la masturbación.[2]